# 真工部龍

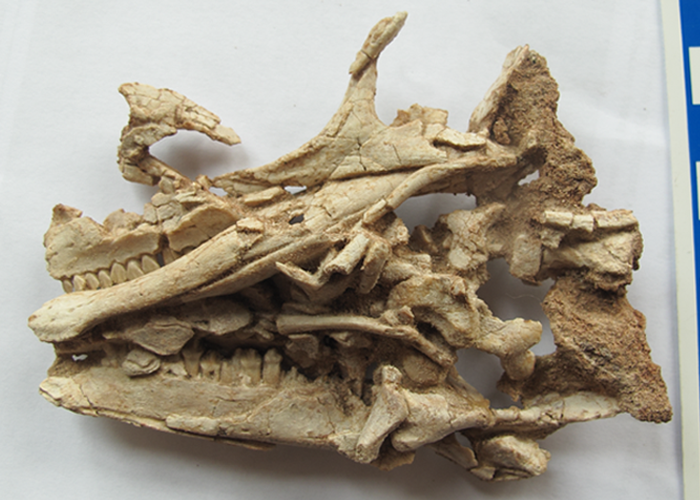
真工部龍的化石

真工部龍（學名："Eugongbusaurus"）是個無資格名稱，是種生存於侏儸紀晚期的恐龍，約1億6000萬年前到1億5500萬年前。真工部龍可能屬於稜齒龍類，或是較原始的鳥臀目。化石發現於中國四川省的石樹溝組，年代為牛津階。

## 歷史
模式種是五彩灣真工部龍（"E. wucaiwanensis"），是由董枝明所命名，企圖取代以牙齒命名的工部龍，化石包含兩個部份骨骼。模式標本（編號IVPP 8302）包括了部份下頜、三節尾椎及部份前肢。第二個標本（編號IVPP 8303）包含兩節薦椎、八節尾椎及兩個完整的後肢。 
董枝明估計真工部龍的身長為1.3到1.5公尺，可能適合跑步，而非攀爬。董枝明將真工部龍歸類於稜齒龍科，一群小型、草食性、二足恐龍。
由於單憑恐龍的牙齒不足以建立新的物種，所以許多科學家提出將五彩灣工部龍從工部龍屬中移除，並建立新的屬。這個可能的新屬名為真工部龍，但真工部龍仍是無資格名稱。

## 外部連結
- Original description of "Gongbusaurus" wucaiwanensis （页面存档备份，存于） at Dinodata
- "Eugongbusaurus" （页面存档备份，存于） at Dinodata